# Šnjegotina Donja
Šnjegotina Donja är en ort i Bosnien och Hercegovina.   Den ligger i entiteten Republika Srpska, i den centrala delen av landet, 120 km nordväst om huvudstaden Sarajevo. Šnjegotina Donja ligger 297 meter över havet och antalet invånare är 343.
Terrängen runt Šnjegotina Donja är kuperad söderut, men norrut är den platt. Närmaste större samhälle är Čelinac, 12,3 km väster om Šnjegotina Donja. 
I omgivningarna runt Šnjegotina Donja växer i huvudsak lövfällande lövskog. Runt Šnjegotina Donja är det ganska tätbefolkat, med 67 invånare per kvadratkilometer.